# Paracyatholaimoides labiosetosus
Paracyatholaimoides labiosetosus is een rondwormensoort uit de familie van de Cyatholaimidae. De wetenschappelijke naam van de soort is voor het eerst geldig gepubliceerd in 1966 door Riemann.